# Symbol Technologies

Logo

Symbol Technologies werd opgericht in 1975 en is een producent en wereldwijde distributeur van mobiele computers, de infrastructuur voor draadloze WLAN-netwerken, en RFID- en barcodelezers voor onder andere supermarkten. Wereldwijd heeft het bedrijf 5400 werknemers. In hun logo staat hun motto: "The Enterprise Mobility Company".
De hoofdvestiging van Symbol Technologies bevindt zich in Holtsville in de staat New York in de Verenigde Staten. De RFID-technologie die zij gebruiken is oorspronkelijk afkomstig van het bedrijf Matrics, dat zij hebben overgenomen.
Op 20 september 2006 werd bekendgemaakt dat Motorola Symbol Technologies van plan was het bedrijf over te nemen. Op 9 januari 2007 werd de overname afgerond. Motorola heeft 3,9 miljard Amerikaanse dollar betaald voor Symbol. 